# Songdo The Sharp First World
Songdo The Sharp First World là dự án khu dân cư đã hoàn thành đầu tiên tại khu đô thị mới Songdo, Incheon, Hàn Quốc. Có 12 tòa nhà cao từ 3 tầng đến 64 tầng. Hiện tại, có 2.685 căn hộ trong khu phức hợp này. Khu căn hộ chung cư sang trọng này được thiết kế bởi KPF và BAUM, nhà phát triển dự án là Gale International và POSCO E&C. Nó tọa lạc liền kề Songdo Convensia, Tháp thương mại Đông Bắc Á và ga tàu điện ngầm.